# Onur Air

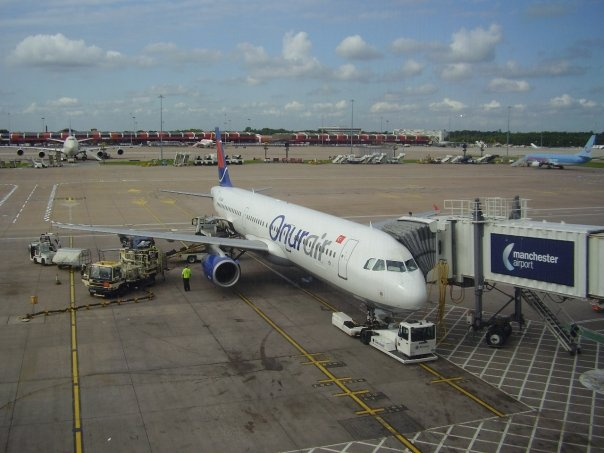
Ett Onur-plan vid gaten på Manchester Airport.

Onur Air (turkiska: Onur Air Taşımacılık AŞ) är ett turkiskt flygbolag baserat i Istanbul. Flygbolaget utför reguljära inrikesflyg samt charterflyg till ett stort antal destinationer i hela Europa från sin huvudbas på Atatürk International Airport. Flygbolaget ägs till lika delar av Cankut Bagana (dess tidigare VD), Hayri İçli (VD) och Ünsal Tülbentçi.

## Historia
Onur Air bildades den 14 april 1992. Verksamheten inleddes en månad senare med en inhyrd Airbus A320 på en flygning till Ercan i Cypern. Inom 11 månader hade flottan utökats med ytterligare tre flygplan. I juni 1995 bestod Onur Airs flotta av sju flygplan och under slutet på 1995 hade antalet ökat till nio flygplan. 
År 1996 köptes flygbolaget upp av Tio Tour. På grund av lågkonjunkturen var Onur Air tvungna att minska antalet flygplan i sin flotta till 13 under 1998 och därefter till nio under 1999. Efter detta växte återigen flottan snabbt i storlek till det nuvarande storleken på 33 flygplan.

## Flotta
I juli 2011 bestod Onur Airs flotta av följande flygplan, med en medelålder på 14,5 år: